# Dècada del 560
La dècada del 560 comprèn el període que va des de l'1 de gener del 560 fins al 31 de desembre del 569.

## Esdeveniments
- Els llombards dominen Itàlia
- 565 -: Justi II el jove succeeix al seu oncle Justinià I com a emperador de l'Imperi Romà d'Orient.[1] Comença el seu regnat negant els subsidis als àvars, que duen a terme diverses incursions a gran escala per la península balcànica.
- 566 - Justi II envia el seu gendre Baduari (magister militum) amb un exèrcit romà, per donar suport als gèpides en la seva guerra contra els llombards.[2]
- 565 - El Mapa de Madaba està fet a l'església romana d'orient de Sant Jordi. El mosaic del terra conté la representació de Terra Santa (data aproximada).[3]
- Heptarquia anglosaxona[4]
- 567 - Concili de Tours

## Personatges destacats
- Justí II[1]
- Columba de Iona